# Jannie du Plessis
Dr. Jan Nathaniel "Jannie" du Plessis (nacido el 16 de noviembre de 1982 en Bethlehem, Estado Libre) es un exjugador de rugby sudafricano, que jugó de Pilar para Sudáfrica su último club fue los Golden Lions del Currie Cup.
Previamente jugó para los Sharks del Super Rugby y para los Cheetahs.
Es hermano del también jugador de Rugby Bismarck du Plessis

## Vida personal y primeros años
Du Plessis demostró ser una promesa del rugby bien temprano, siendo seleccionado como capitán del equipo del grupo de edad del Estado Libre Oriental en la Craven Week de 1995. Al mismo tiempo que progresaba en el rugby, jugando para los equipos representativos del Estado Libre sub-18 y sub-19, nunca representó a Sudáfrica a nivel juvenil.
Estudió medicina en la Universidad del Estado Libre y se convirtió en un médico cualificado, haciendo de él uno de los pocos jugadores en la época profesional del rugby que tiene una carrera fuera del deporte al mismo tiempo que juega profesionalmente.

## Carrera profesional
Al final alcanzó el equipo senior de los Cheetahs del Estado Libre en 2003, y siguió jugando para los Cheetahs en la Currie Cup 2007. Du Plessis fue también elegido para el equipo sudafricano que se enfrentó a un World XV en Ellis Park en 2006.
Du Plessis hizo su debut en el Super 14 en 2006 con los Vodacom Cheetahs. Su campaña de 2007 se vio obstaculizada por una herida en el tobillo. Después de recuperarse, fue seleccionado para el equipo Springboks por vez primera durante el Torneo de las Tres Naciones 2007, debutando en el XV titular el 7 de julio contra Australia en un partido de los Boks en casa. El partido fue significativo para él en otro sentido, pues su hermano menor, Bismarck, hizo su debut como suplente para los Boks en el mismo partido mientras él aún estaba en el campo. Esto hizo de los hermanos Du Plessis el 23.er grupo de hermanos que jugaron para los Boks.
Ni Jannie ni Bismarck fueron llamados al equipo original de los Boks para la Copa Mundial de Rugby de 2007, pero al final se unieron al equipo los dos. Jannie fue llamado para reemplazar a BJ Botha después de que éste se lesionara la rodilla contra Estados Unidos en el último partido de la fase de grupos. Recibió la llamada notificándole su selección para los Springboks por parte de Peter Jooste temprano en la mañana del 1 de octubre, poco después de haber terminado una guardia nocturna en un hospital de Bloemfontein en la tarde del 30 de septiembre, durante la cual llevó a cabo un parto por cesárea. Cuando fue entrevistado respecto, dijo que la primera vez que durmió continuo desde el 29 de septiembre fue "una hora o así en el avión desde Bloemfontein hasta Ciudad del Cabo", donde viajó para llevar a cabo todo el papeleo antes de unirse a los Boks en Francia. El 7 de octubre, jugó de titular en los cuartos de final contra Fiyi, después de que CJ van der Linde fuera excluido por una lesión de rodilla.
Una semana después de la victoria de los Boks sobre Inglaterra en la final de la Copa del Mundo, Du Plessis estuvo en el equipo para otra final: la final de la Currie Cup 2007, en la que los Cheetahs derrotaron a los Golden Lions 20–18. Debido a esta llamada a última hora para la selección nacional en la Copa Mundial, fue el único de los ganadores de la copa que jugó suficientes partidos de la Currie Cup que se calificó para la final (se requería, al menos, cuatro). Du Plessis se unió a tres miembros de los campeones de la Copa Mundial de Rugby de 1995 como los únicos jugadores que ganaron la Copa del Mundo y la Copa Currie el mismo año.
Du Plessis recibiría una inesperada oportunidad de usar sus habilidades médicas en una tragedia del año 2009. En las primeras horas del 29 de marzo, el segunda línea de los Brumbies Shawn Mackay fue golpeado por un coche en las afueras de un club nocturno de Durban, sufriendo una lesión paralizante. Du Plessis, que estaba en el lugar para ayudar a los jugadores Brumbies a volver a su hotel tras su partido contra los Sharks, ayudó a Mackay a respirar y contactó con el servicio de emergencias, quienes lo estabilizaron y lo llevó a un hospital. Sin embargo, a pesar de todos los esfuerzos médicos, Mackay moriría de complicaciones derivadas de sus heridas unos días después.
Du Plessis ha sido seleccionado para la Copa Mundial de Rugby de 2015.